# Grete Waitz
Grete Waitz (Oslo, 1 de outubro de 1953 — 19 de abril de 2011) foi uma atleta e fundista norueguesa. Uma das maiores maratonistas de todos os tempos, foi nove vezes campeã da Maratona de Nova York, campeã mundial em Helsinque 1983, vice-campeã olímpica em Los Angeles 1984 e quatro vezes recordista mundial da prova.

## Biografia
Nascida Grete Andersen, e uma ex-professora de escola primária, ela começou no atletismo internacional em provas de meio-fundo, correndo os 1500 metros nos Jogos Olímpicos de Munique 1972, aos 19 anos, depois de se tornar várias vezes campeã nacional juvenil da Noruega nos 800 metros e 1500 m. Em 1975, quebrou o recorde mundial adulto dos 3000 metros, com a marca de 8:46.6, em Oslo, marca que abaixou novamente no ano seguinte para 8:45.4.
Passando para a maratona no final da década, disputou sua primeira prova nesta distância em Nova York, 1978, vencendo a corrida e quebrando em dois minutos o recorde mundial então vigente da alemã-ocidental Christa Vahlensieck e sendo a primeira mulher a baixar da marca de 2h30min no ano seguinte, iniciando um domínio que duraria por vários anos na maratona feminina, vencendo mais oito vezes em Nova York e a Maratona de Londres por duas vezes. Em 1983, conquistou a medalha de ouro no primeiro Campeonato Mundial de Atletismo, disputado em Helsinque, na Finlândia.
Favorita destacada à medalha de ouro nos Jogos Olímpicos de Los Angeles, depois do boicote feito pela Noruega aos Jogos de Moscou em 1980, Grete viu a medalha escapar com a vitória da norte-americana e amiga Joan Benoit, conquistando a medalha de prata, na única maratona que não venceu enquanto esteve no auge de sua carreira. Em 1988 competiria novamente, em Seul 1988, mas já então sofrendo de várias contusões no joelho, teve que abandonar a corrida.
Após abandonar o atletismo de alto nível, Grete se dedicou a promover corridas femininas em todo o mundo e participou de seminários esportivos e sobre saúde. Heroína nacional de seu país, tem uma estátua na entrada do estádio de atletismo de Bislett, o mais famoso de Oslo e palco da quebra de diversos recordes internacionais e de seu primeiro recorde mundial, e já foi estampada em diversos selos.
Em novembro de 2008, ela foi condecorada pelo rei Harald V com a Real Ordem Norueguesa de Santo Olavo, Primeira Classe, por sua carreira e por ser um importante modelo para outros atletas.
Grete Waitz morreu em 19 de abril de 2011, aos 57 anos, vítima de um câncer. Foi enterrada com honras de estado, a sexta mulher na história da Noruega a obter essa honraria.

## Citação
Nunca mais vou fazer essa estupidez de novo.— Grete Waitz, jogando seus tênis de corrida no marido, que a incentivou a correr uma maratona durante a lua de mel dos dois nos Estados Unidos, após cruzar a linha de chegada da Maratona de Nova York de 1978, a primeira que correu na vida, quebrando o recorde mundial.
Eu perdi uma mentora e um modelo.— Joan Benoit, primeira campeã olímpica da maratona, sobre Grete Waitz